# Bromfield, Shropshire
Bromfield är en civil parish i Storbritannien.   Den ligger i grevskapet Shropshire i riksdelen England, i den södra delen av landet, 200 km nordväst om huvudstaden London.